# II. Fülöp burgundi herceg
II. (Merész) Fülöp (Pontoise, 1342. január 17. – Halle, Hainaut-i grófság, 1404. április 27.), Burgundia hercege 1363-tól haláláig.

## Élete
II. (Jó) János francia király fiaként született 1342-ben. A Burgundi Hercegséget apja 1356-os poitiers-i csatában történő angol fogságba esését követően kapta meg, s rövid időn belül gyarapította is újdonsült birtokát a Brabanti Margit hercegnővel kötött házassága révén (a Hercegséghez került Brabant, Holland és Flandria is, tehát a mai Hollandia jelentős része). Testvére, V. Károly halálát követően a kiskorú utód mellett Fülöp kormányzott régensként, ebben segítségére volt másik két testvére: Anjou és Berry hercege. A régensek óriási összegeket költöttek magáncélokra, emellett folyamatosan birtokokat adományoztak, ezzel gyarapították támogatóik táborát, ám az államadósság ennek következtében folyamatosan nőtt, ennek megoldására újabb, magasabb adókat vetettek ki. Az elviselhetetlen adóterhek miatt a parasztság lázadni kezdett, haragjuk az ún. kalapácsos felkelésben csúcsosodott ki, amit viszont rövid időn belül vérbe fojtottak a Fülöp herceg által pénzelt nemesek. 1384-re V. Károly fia nagykorúvá vált, s – apja tanácsosai javaslatára  magához vette a hatalmat, VI. Károly néven királlyá koronáztatta magát.
1392-ben VI. Károly méltán kiérdemelte az „Őrült” melléknevet, amikor az erdőben lovagolva egy rémalakot pillantott meg, s rémülten zuhant a földre, összefüggéstelenül kiabált, környezete nem bírta megnyugtatni. A végső lökést azonban a „Vadak bálja” adta meg, melynek során négy barátjával együtt vadembernek öltözve, egymáshoz láncolt lábbal táncolt, amikor egyikük lángra kapott, a tűz továbbterjedt. VI. Károlyt nagynénje, Joan de Berry oltotta el a rádobott lepellel, de a király így is súlyos sérüléseket szenvedett. Barátai közül egy szintén megmenekült, sikerült magát eloltania, de a többiek elevenen égtek el. Ez a szörnyű jelenet végleg az őrültségbe taszította a húszas éveiben járó királyt. 
Ezt kihasználva a király testvére, I. Lajos orléans-i herceg és nagybátyja, maga Merész Fülöp kezdték meg a harcot a hatalom megszerzéséért. A burgundi herceg már ekkor az angolok oldalára állt, követve a németalföldi tartományok gazdasági érdekeit. (Flandria posztóipari központ volt, melyhez az alapanyag gyapjút az angolok szállították). Ezzel kezdetét vette a százéves háború második szakasza, melynek során a franciáknak nem csupán a külső ellenséggel, hanem a belső polgárháború szörnyűségeivel is meg kellett küzdeniük.
Merész Fülöp 1404-ben halt meg. Fia, Félelemnélküli János megpróbálta lefegyverezni az Orléans-i pártot. 1407-ben meggyilkoltatta a párt vezérét, Orléans-i Lajost, ennek ellenére a párt tovább erősödött. Új vezére az orléans-i herceg fia, Károly lett, aki feleségül vette Bertrand d’Armagnac leányát, ezáltal kezdetét vette az Armagnac-burgundi konfliktus néven ismert polgárháború.